# João Brenha
João Brenha (Espinho, 6 de maio) é um jogador português de voleibol já retirado. Com uma carreira de mais de 20 anos ao serviço da modalidade, ficou conhecido pelos seus feitos no voleibol de praia, onde fazia dupla com Miguel Maia, seu colega da AAE e do SC espinho na modalidade indoor. Participou em 3 Jogos Olímpicos, tendo estado muito perto da conquista da medalha olímpica por duas ocasiões, onde alcançou dois brilhantes quartos Lugares. Como jogador profissional, ajudou os clubes que representou a conquistar 10 Campeonatos Nacionais, 8 Taças de Portugal, 4 Supertaças e 1 Top Teams Cup, a única conquista europeia, até à data, por uma equipa portuguesa, no caso o SC Espinho. Depois de concluir a sua carreira profissional, João Brenha foi convidado, em 2010/2011, para treinador do seu clube de sempre, o SC Espinho. No entanto, a aventura não correu como esperado e durou apenas uma temporada.

## Carreira

### Início no Voleibol e primeiros títulos
Natural de Espinho, desde cedo João Brenha teve apetência para o voleibol. Alto para a idade, logo mostrou talento e aos 8 anos de idade ingressou na Académica de Espinho, onde jogava um irmão seu. A transição para sénior deu-se com naturalidade, depois de conquistar vários títulos nos escalões de juvenil e júnior. Fez parte da equipa que devolveu a Académica à primeira divisão do voleibol nacional, com a vitória na segunda divisão, em 1987/1988. Apenas duas épocas depois estava a conquistar o seu primeiro Campeonato Nacional. A Académica de Espinho sucedia ao FC Porto e Leixões como campeão nacional, naquele que foi o último grande troféu da formação espinhense. Com 3 títulos conquistados (Campeonato, Taça da Federação e Campeonato da II Divisão) em 5 épocas, Brenha transferiu-se para um clube em grande expansão no voleibol português, o Castêlo da Maia. A experiência ao serviço da equipa do Castêlo não correu como esperado e apenas durou uma temporada, em 1993/1994. Ainda assim, o possante atleta espinhense conquistou a sua primeira Taça de Portugal, a primeira grande vitória do clube na sua história.
No verão de 1994 aparece a oportunidade de representar o clube do seu coração, o Sporting Clube de Espinho e o jovem de 24 anos nem hesita. A primeira temporada é marcante, pois o Espinho conquista o Campeonato Nacional que tinha fugido nas últimas 7 temporadas. Estava posto um ponto final na hegemonia do Sporting CP, tricampeão em título. Para isso em muito contribuiu o contributo de Miguel Maia (amigo de infância de Brenha e antigo colega na Académica de Espinho), que entrou na equipa na mesma altura, curiosamente vindo dos rivais leoninos. É durante o ano de 1994 que ambos começam a aventura no voleibol de praia, com a primeira participação em torneios do circuito mundial. O 9º Lugar no seu primeiro torneio é logo um indicador dum futuro promissor nesta variante do jogo, para a dupla nacional.

### Jogos Olímpicos de Atlanta
No caminho para os Jogos Olímpicos de Atlanta, os primeiros a incluir o vólei de praia, Miguel Maia e João Brenha continuaram a competir no voleibol indoor e conquistaram a dobradinha (Campeonato e Taça de Portugal) de 1995/1996 e a Supertaça relativa à época anterior. Na areia, a dupla portuguesa conseguiu dois quartos lugares e dois sétimos lugares, no circuito mundial(resultado suficiente para atingir a qualificação para os Jogos), mas no entanto chegou a Atlanta num modesto 37º Lugar. As perspectivas não eram de chegar muito longe, acima de tudo pela falta de experiência normal para quem tinha começado há tão pouco tempo na modalidade e por isso um lugar entre os 12 primeiros seria já uma vitória. Os dois atletas foram estagiar com a dupla campeã do mundo Franco Neto e Roberto Lopes durante 2 semanas, no Brasil. O jogo de abertura correu bem e a vitória sorriu aos portugueses, que bateram o par holandês Michel Everaert e Sander Mulder por 15-8. Mas o segundo jogo não podia ter corrido pior, com uma derrota copiosa às mãos da dupla norte-americana Sinjiin Smith e Carl Henckel, por 15-7. No caminho para o surpreendente jogo de disputa da medalha de bronze, a dupla do Sporting de Espinho teve de passar pela repescagem, devido à derrota averbada tão cedo na competição, mas contra todas as expectativas e de forma categórica venceu 5 jogos consecutivos e atingiu a meia final de Atlanta, eliminando jogadores de nível mundial, como o duo espanhol Javier Muníz e Miguel Prieto (15-8), os argentinos Martinez e Conde (por gordos 15-5), a dupla brasileira Zé Marco e Emanuel Rego (15-12), os noruegueses Jan Kvalheim e Bjørn Maaseide (esmagados por 15-3) e por fim os favoritos norte-americanos Cristopher Smith e Carl Henkel (renhidos 15-13). Infelizmente para as cores nacionais, a série de triunfos terminou no jogo contra Mike Whitmarsh/Michael Dodd, que derrotaram a dupla de Portugal por 15-13. No jogo do 3º e 4º Lugar, os canadianos Child e Heese não deram qualquer hipótese e venceram por 2-0 (12-5, 12-8), frustrando qualquer hipótese duma terceira medalha olímpica para Portugal, depois do bronze de Hugo Rocha e Nuno Barreto, na Vela e do ouro de Fernanda Ribeiro, nos 10000 metros. Para além do diploma olímpico, resultante do surpreendente 4º Lugar, a dupla nacional conquistou mais dois prémios de consolação: o de melhor defesa e o de melhor blocador do torneio.

### Hexa-campeão nacional no Sp.Espinho
Os 4 anos seguintes seriam de sucesso para João Brenha, em ambas as variantes. No voleibol indoor deu um fortíssimo contributo para fazer dos Tigres hexacampeões nacionais, um feito histórico no voleibol português, apenas ultrapassado pelos 7 títulos consecutivos conquistados pelo Instituto Superior Técnico, nos longínquos anos 40 e 50. O SC Espinho dominava nesta fase, de forma hegemónica o vólei nacional, juntando aos 6 campeonatos seguidos, a conquista de todas as Taças de Portugal nesse período. Apenas as Supertaças de 1995/1996 e 1998/1999 foram perdidas. Na praia, o atleta espinhense continuava a fazer sensação e em 1998 surge a primeira grande vitória nesta variante da modalidade, com o título do Open da Bélgica, logo seguida do triunfo em 1999 no Open da Rússia. Foi nesta fase que a dupla Maia/Brenha atingiu o seu melhor resultado no ranking mundial de sempre, com o 17º Lugar na lista.

### Revalidação do 4º Lugar nos Jogos de Sydney
Para os Jogos Olímpicos de Sydney, as expectativas já eram outras. A ambição era de conquistar uma medalha, depois de terem estado tão perto 4 anos antes. Ainda antes do começo da competição, o duo português recebeu uma excelente notícia, com o colega de equipa de João Brenha, Miguel Maia, na condição de capitão de equipa, a receber a honrosa distinção de ser o porta-estandarte da comitiva nacional na capital australiana. No entanto o destino acabou por lhes pregar uma partida, com a repetição do frustrante 4º Lugar, tão perto das tão ambicionadas medalhas. Os portugueses arrancaram em força nesta sua segunda participação, vencendo sem contestação a dupla norueguesa Kvalheim/Maaseide, no primeiro jogo e a dupla argentina Martin Conde e Eduardo Martínez, no segundo jogo, jogos que foram uma reedição da vitória dos portugueses em Atlanta. Num jogo muito renhido, nos quartos de final, Miguel Maia e João Brenha venceram os irmãos suiços (Martin e Paul Laciga) por 15-11, num jogo onde incrivelmente estiveram a perder por 5-11. Nove pontos seguidos deram a volta ao jogo, que durou 43 minutos, e colocaram os atletas nacionais à beira do sonho da final olímpica. Novamente com quatro lugares para disputar e apenas um a não dar direito a qualquer medalha, a fava coube à dupla nacional, incapaz de ultrapassar os norte-americanos Dain Blanton e Eric Fonoimoana e a dupla alemã Jörg Ahmann e Axel Hager. No encontro da meia final, a medalha chegou a estar muito perto, com os espinhenses a colocarem-se a vencer por 12-10. Com o pássaro na mão, Maia e Brenha deixaram-no fugir, cedendo 5 pontos consecutivos que apuraram o par norte-americano para a final. Favoritos para o derradeiro encontro, a dupla portuguesa apareceu em campo arrasada física e mentalmente depois da derrota com os futuros campeões olímpicos, e com a perspectiva de "morrer na praia" novamente a pairar nas suas cabeças, vacilou no encontro de atribuição do bronze e perdeu copiosamente para Ahmann e Hager, por 2-0 (9-12, 6-12), deixando o sonho de medalhar na maior competição desportiva do mundo fugir novamente.

### Conquista histórica da Top Teams Cup
Depois da tremenda desilusão olímpica, veio a euforia duma conquista inédita para o voleibol nacional. Na temporada de 2000/2001, João Brenha e a sua equipa, o Sporting Clube de Espinho, conquistaram pela primeira vez para Portugal a CEV Top Teams Cup. Na cidade turca de Eregli, os Tigres venceram na final os russos do Ekaterimburg e selaram a conquista do troféu europeu, depois duma campanha notável na competição, para a qual entraram na qualidade de campeões nacionais. Depois de estarem com o jogo controlado e a vencer confortavelmente por 2-0, João Brenha e os seus colegas permitiram a recuperação russa, que repôs a igualdade a 2 sets. No quinto e último set, o jogo esteve empatado a 13 pontos, e o Ekaterimburg dispôs de 3 possibilidades para fechar o encontro e selar o triunfo, o que não se veio a verificar. Com o jogo empatado a 16, dois serviços de Miguel Maia acabaram em ponto de Sandro Correia, fechando assim o jogo em 18-16 na "negra" para o Sporting de Espinho, que ganhou por 3-2.  João Brenha contribuía mais uma vez para um feito histórico do voleibol português. A nível nacional, o clube nortenho, quiça ainda deslumbrado pelo seu feito a nível europeu, viria a perder a hipótese de igualar o record de 7 Campeonatos Nacionais, perdendo para o Castêlo da Maia GC, que assim se tornava campeão pela primeira vez na sua história. A vitória na Taça de Portugal fechou com chave de ouro uma temporada histórica para a equipa de Brenha.

### Terceira experiência em Jogos Olímpicos
Até aos Jogos Olímpicos de Atenas, em 2004, João Brenha não conquistou nenhum título pelo seu clube, que passou um hiato de vitórias após a conquista da Top Teams Cup. Durante a época 2003/2004, João Brenha regressou ao seu clube de formação, a Académica de Espinho, sem conseguir qualquer feito assinalável, graças a uma grave lesão. No vólei de praia, logrou atingir novo 4º Lugar, desta feita no Campeonato do Mundo, realizado no Brasil. A medalha de bronze foi perdida no jogo decisivo para os brasileiros Benjamin Insfran e Márcio Araújo, que contavam com a vantagem do factor casa. Nas Olimpíadas de Atenas os atletas de Espinho chegavam em pior forma que nas duas participações anteriores, em virtude da lesão prolongada que Brenha tinha sofrido meses antes (rotura de ligamentos do joelho), que apenas lhe permitiu disputar 3 torneios do circuito mundial em 2004. A esperança de conquistar uma medalha já era resídual, mas mesmo assim os atletas de Espinho tiveram uma digna prestação, ao serem eliminados nos oitavos de final. Na fase de grupos da prova, ganharam um jogo e perderam dois, tendo de esperar por terceiros para saber o seu futuro. Acabaram por ser repescados, em virtude das derrotas dos austríacos Berger e Bosch e dos noruegueses Maaseide e Horrem. No dia seguinte, nos oitavos de final os portugueses acabaram eliminados pelos suiços Patrick Heuscher e Stefan Kobel, por 2-0, com parciais de 21-18 e 21-19, que não reflectem um jogo que não foi, de todo, equilibrado. A lesão de João Brenha acabou por condicionar muito a prestação da dupla, que pouco pôde fazer perante a força dos adversários, mais frescos e com maior rodagem durante o ano, no circuito mundial.

### Final de carreira
Entre 2005 e 2009, o atleta voltou a conquistar troféus no Sporting de Espinho, juntando mais 3 Campeonatos Nacionais e 1 Taça de Portugal ao seu palmarés, antes de se retirar do voleibol profissional. Na praia, João Brenha ainda jogou até 2008, sempre na esperança duma quarta presença em Jogos Olímpicos. Infelizmente para o par português, uma lesão de Brenha impediu a participação no Open de Marselha e assim inviabilizou a sua qualificação para Pequim. Terminaria pouco depois (2009) uma brilhante carreira do par português, à qual só ficou a faltar uma medalha olímpica, que tão perto esteve por duas vezes de ser conquistada. Também no indoor, João Brenha se retirou, em 2010, depois de mais de 20 anos a nível profissional, ao serviço da modalidade. Na época de 2010/2011 treinou o seu clube do coração por uma temporada, mas a experiência terminou no final do ano, sem títulos.

## Palmarés

### Voleibol

#### AA Espinho
- Campeonato Nacional (1): 1989/1990
- Taça da Federação Portuguesa de Voleibol (1): 1988/1989
- Campeonato Nacional da II Divisão (1): 1987/1988

#### Câstelo da Maia GC
- Taças de Portugal (1): 1993/1994

#### SC Espinho
- CEV Top Teams Cup (1): 2000/2001
- Campeonato Nacional (9): 1994/1995, 1995/1996, 1996/1997, 1997/1998, 1998/1999, 1999/2000, 2005/2006, 2006/2007 e 2008/2009
- Taças de Portugal (7): 1995/1996, 1996/1997, 1997/1998, 1998/1999, 1999/2000, 2000/2001, 2007/2008
- Supertaça de Portugal (4): 1994/1995, 1996/1997, 1997/1998, 1999/2000

### Voleibol de Praia

#### Jogos Olímpicos
- Atlanta 1996 - (4º Lugar)
- Sydney 2000 - (4º Lugar)
- Atenas 2004 - (9º Lugar)

#### Campeonato do Mundo
- Brasil 2003 - (4º Lugar)

#### Títulos
- Open da Bélgica - 1998
- Open da Rússia - 1999
- 8 Campeonatos Nacionais - 1993, 1994, 1995, 1996, 1997, 2003, 2006 e 2008